# Ante Rukavina
Antun "Ante" Rukavina (Sibenik, 18 de Junho de 1986) é um jogador de futebol croata, atua no Dinamo Zagreb da Croácia. 

## Carreira
Ele começou a carreira no NK Šibenik, um time de sua cidade natal, e eventualmente vem despertando interesse de clubes dos grandes centros europeus, como o Trabzonspor, da Turquia, e o Eintracht Frankfurt, da Alemanha.
Em janeiro de 2007, Rukavina transeriu-se para o Hajduk Split, onde não tem tido tanto êxito como tinha em seu primeiro clube.
Um dos jogadores mais importantes quando atuava pela seleção sub-20 da Croácia, Ante Rukavina foi convocado pela primeira vez para a seleção principal em 12 de Março de 2007